# Mimoberea mediovitticollis
Mimoberea mediovitticollis là một loài bọ cánh cứng trong họ Cerambycidae.